# 우륵의 12곡 상기물
상기물(上奇物)은 악사(樂師) 성열현(省熱縣) 사람 우륵(于勒)의 12곡 가운데 열두번째 곡명으로 희악(喜樂)과 관련한 향가이다.

## 상기물(上奇物) 곡명의 원전사료
- 《삼국사기》에 우륵이 지은 12곡 가운데 열두번째 곡명인 상기물(上奇物)[1]이다.

## 상기물(上奇物) 곡명의 지명설
- 상기물(上奇物)은 옛 곡조(曲調)의 이름. 신라 시대의 악성(樂聖)인 우륵이 지은 12곡 중의 끝의 곡.[2]이라 하였다.
- 상기물(上奇物)은 다나카 도시아키(田中俊明)은 장수군(長水郡) 반암읍(蟠岩邑), 김태식(金泰植)은 임실읍(任實邑)[3]으로 비정했다.
- 상기물(上奇物)은 경상북도 금릉군 개령(開寧) 지방의 당시 이름을 본딴 것으로, 그 지방에서 불리던 민요 같은 곡을 가야금곡으로 편곡한 것으로 추정하고 있다.[4]

## 상기물(上奇物) 곡명의 이해와 해석
- 사내악(思內樂)은 일설에 시뇌(詩惱)라고 짓는다. 내해왕(奈解王) 때 지은 것이다.[5]
- 사내기물악(思內奇物樂)은 원랑도(原郎徒)가 지은 것이다.[6]
- 사내기물악(思內奇物樂)은 사내악(思內樂)과 기물악(奇物樂)의 두 음악을 합쳐서 원랑도가 개작(改作)한 노래가 아닌지 모르겠다.[7][8]
- 상기물(上奇物)은 신라(新羅)의 악(樂)으로 원랑도(原郞徒)가 지은 사내기물악(思內奇物樂)은 사내악(思內樂)과 기물악(奇物樂)을 합쳐진 향악으로 고증되었다.
- 사내악(思內樂)은 시뇌(時腦)라고도 한다.[9]라는 《균여전》에는 사뇌라는 말을 썼고 〈보현십원가(普賢十願歌)〉를 사뇌가라 하였다. 또한 사뇌가의 시적 기능과 형식 등에 대해서도 설명했다. 대개 사뇌란 것은 세상 사람들이 유희하고 오락하는 도구이다(夫詞腦者 世人戱樂之具).[10]
- 우륵의 12곡 가운데 열두번째 곡조 상기물(上奇物)은 사내기물악(思內奇物樂)을 통하여 희악(喜樂)의 향가로 유추한다.[11]